# Józef Stefan Pomian-Pomianowski

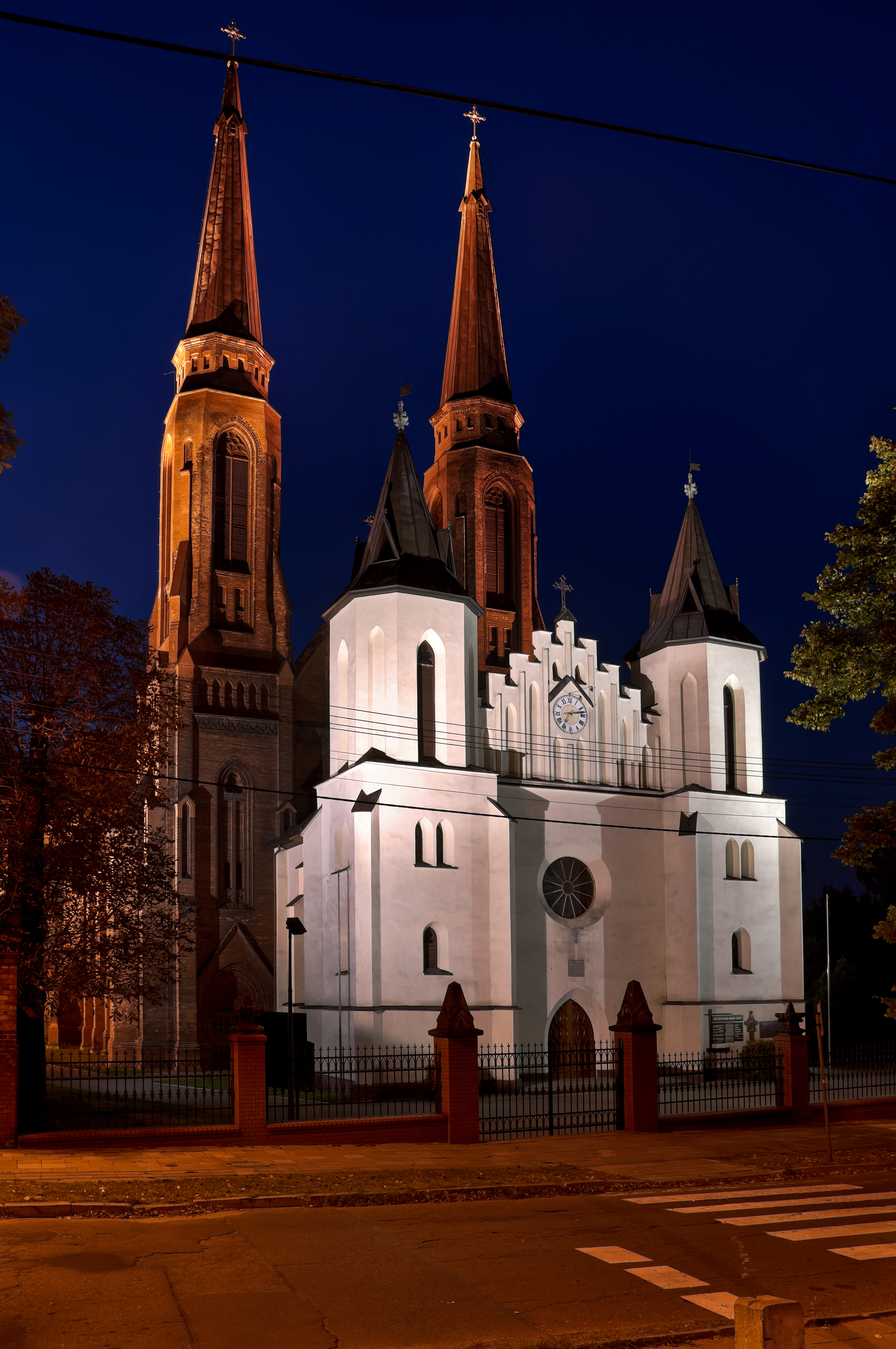
Kościół św. Joachima w Sosnowcu

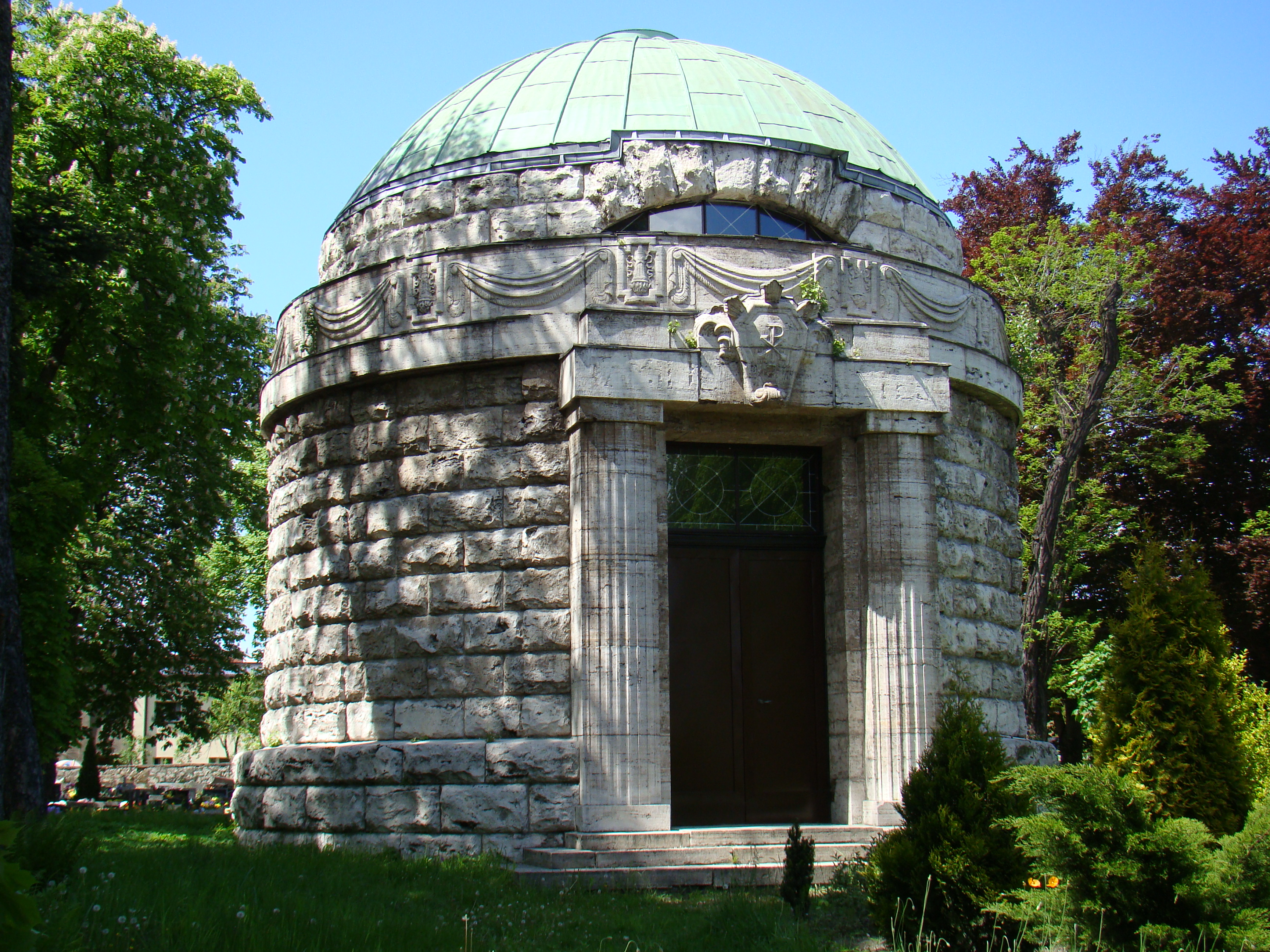
Mauzoleum rodziny Dietlów w Sosnowcu

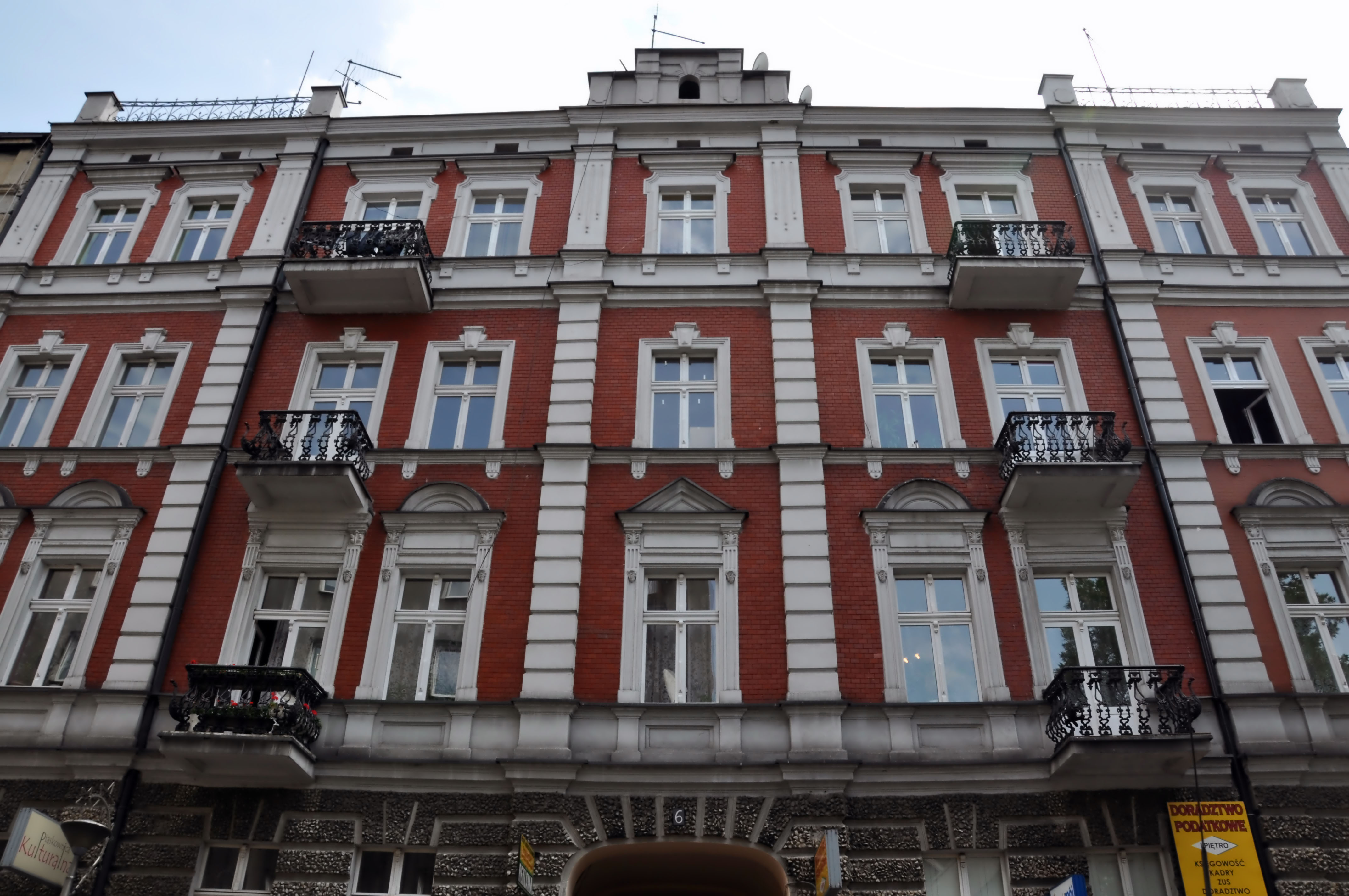
Fasada kamienicy przy ulicy Dekierta6 w Sosnowcu

Józef Stefan Wit Pomian-Pomianowski (ur. 15 czerwca 1864 w Wysokienicach w powiecie rawskim, zm. 21 września 1919 w Sosnowcu) – polski inżynier, budowniczy, architekt. 

## Życiorys
Pomianowski urodził się w Wysokienicach na Mazowszu (dzisiejsze województwo łódzkie, powiat skierniewicki) jako syn Feliksa i Elżbiety z Manugiewiczów.
Uczęszczał do Szkoły Realnej w Łowiczu, którą ukończył z odznaczeniem, a następnie wyjechał do Petersburga, gdzie studiował w Instytucie Inżynierów Cywilnych. Uczelnię ukończył w roku 1889 z medalem srebrnym. Odznaczony orderem Św. Anny 3 klasy, srebrnym medalem na Pamiątkę Panowania Imperatora z Bożej Łaski Aleksandra III oraz jasno-brązowy na Pamiątkę 300-lecia Panowania Domu Romanowych. Osiedlił się na prowincji, w Zagłębiu Dąbrowskim. Zamieszkał w Sosnowcu, na ulicy Fabrycznej (dziś Marszałka Sejmu Czteroletniego Stanisława Małachowskiego). W latach 1889–1905 pracował jako inżynier powiatu będzińskiego, następnie został inżynierem miejskim w Sosnowcu i piastował tę funkcję do roku 1917. 
Równolegle z pracą w magistracie prowadził także prywatną praktykę budowlaną. Był członkiem Stowarzyszenia Techników w Warszawie, współtworzył Klub Esperantystów przy Warszawskiej 20 w Sosnowcu, uczył kreślenia w 7 klasowej szkole handlowej w Będzinie. Pochowany został na warszawskich Powązkach

## Kalendarium robót Pomian-Pomianowskiego
- Fasada kamienicy w Sosnowcu przy ul. Jana Dekerta 6
- Kościół św. Joachima w Sosnowcu 1893-1908
- Kościół św. Jana Chrzciciela w Sosnowcu-Niwce 1896-1910
- Bazylika Najświętszej Maryi Panny Anielskiej w Dąbrowie Górniczej 1898
- Pałac Wilhelma w Sosnowcu 1900
- Kościół p. w. Zesłania Ducha Świętego w Ząbkowicach 1902-1906 (dzisiejsza dzielnica Dąbrowy Górniczej)
- Bazylika Najświętszego Serca Pana Jezusa w Strzemieszycach 1903-1910 (dzisiejsza dzielnica Dąbrowy Górniczej)
- Kościół św. Antoniego w Koziegłówkach (zbudowany w latach 1903-1908, projekt Hugona Kudery, a plany Pomian-Pomianowskiego) 1903-1908
- Kościół św. Tomasza w Sosnowcu 1904-1911
- Mauzoleum Dietlów w Sosnowcu 1912
- Kościół p. w. Przenajświętszego Ducha Świętego w Porębie (dawniej część administracyjna Zawiercia)

Pozostałe sygnowane projekty:     
- Fasada kamienicy w Sosnowcu przy ul. Jana Dekerta 6,
- Budynki fabryczne w Będzinie:         
  - Budynek fabryczny na wytop surówki przy ul. Słowiańskiej 1893,
  - Fabryka cegieł J. Piechulka 1895,
  - Fabryka krochmalu przy ul. Heleny Modrzewiowej Sz. Helgardta 1910,
  - Plan fabryki odlewni żelaza H. Gliksztajna 1894,
  - Fabryka Mej(y)erholda 1898,
  - Pomieszczenie dla lokomobili na terenie zabudowań fabryki farb 1899,
  - Budynek fabryczny Tylmansa i  Adolfa Oppengeima 1913,
  - Stajnia Wł. Gutmana przy ul. Słowiańskiej 1892,
  - Budynek gospodarczy przy zbiegu ulic Słowiańskiej i Smoleńskiej 1892,
  - Budynek gospodarczy T. Inwalda 1910,
  - Projekt wozowni murowanej Tomasza Laprusa przy ul.Heleny Modrzejewskiej 1894,
  - Pomieszczenie na maszynę w fabryce Adolfa Oppenheima 1891,
  - Pomieszczenie na piec do wypalania wapna A. Wekselmana 1910,
  - Warsztat przy ul. Nabrzeżnej M. Kornfelda 1904,
  - Warsztat stolarski i budynek gospodarczy braci Plesknerów 1910.

- Kilkadziesiąt budynków mieszkalnych w Będzinie, np.: oficyna braci Altman na pl. Aleksandrowskim 1910, 3 piętrowy dom z oficynami i sala koncertowa Winera przy Nowym Placu Targowym i ul. Kijewskiej 1895, dom Langera przy placu bazarowym 1897

W roku 1901 w konkursie na projekt kościoła Najświętszego Zbawiciela w Warszawie projekt Pomian-Pomianowskiego odznaczono wielkim medalem złotym. W roku 1903 w mieszkaniu inżynierostwa Pomian-Pomianowskich w Sosnowcu odbyła się pierwsza wystawa prac plastycznych Grupy Artystycznej Zagłębie.
W roku 1907 wykonał plany fundamentów kościoła św. Stanisława i Męczennika w Czeladzi. Nie zgodził się jednak na robienie detalicznych rysunków, wobec czego postanowiono wyszukać innego budowniczego i polecić mu wykonanie tychże planów. Podczas zastoju budowlanego w latach pierwszej wojny światowej Pomian-Pomianowski zajął się malarstwem. Swe obrazy prezentował na wystawach m.in. w Krakowie i Warszawie.